# Efecte Allee

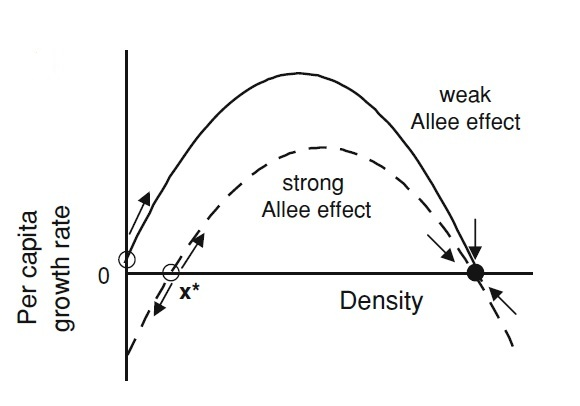
Gràfica de l'increment per càpita en funció de la mida de la població per a un efecte Allee fort i feble.

L'efecte Allee és un fenomen en biologia caracteritzat per una correlació entre la mida o la densitat de la població i l'aptitud individual mitjana (sovint mesurada com a taxa de creixement de la població per càpita) d'una població o espècie.

## Història i antecedents
Encara que el concepte d'efecte Allee no tenia nom en aquell moment, va ser descrit per primera vegada a la dècada de 1930 pel seu homònim, Warder Clyde Allee. Mitjançant estudis experimentals, Allee va poder demostrar que el carpí daurat té una taxa de supervivència més gran quan hi ha més individus dins del tanc. Això el va portar a concloure que l'increment de població pot millorar la taxa de supervivència dels individus i que la cooperació pot ser crucial en l'evolució global de l'estructura social. El terme “principi Allee” es va introduir a la dècada de 1950, una època en què el camp de l'ecologia es va centrar molt en el paper de la competència entre i dins de les espècies. La visió clàssica de la dinàmica de la població afirmava que a causa de la competència pels recursos, una població experimentarà una taxa de creixement global reduïda a una densitat més alta i un augment de la taxa de creixement a una densitat més baixa. En altres paraules, els individus d'una població estan millor quan hi ha menys individus al voltant a causa d'una quantitat limitada de recursos (vegeu creixement logístic). Tanmateix, el concepte de l'efecte Allee va introduir la idea que el contrari és cert quan la densitat de població és baixa. Per persistir, els individus d'una espècie sovint necessiten l'assistència d'un altre individu per raons tant senzilles com les reproductives. L'exemple més evident d'això s'observa en animals que cacen preses o es defensen dels depredadors com a grup. Així doncs, l'efecte Allee es produeix quan, a partir de cert llindar, la mida poblacional d'una espècie és tan reduïda que la taxa de supervivència i/o la taxa reproductiva baixa perquè els individus no es reprodueixen perquè no es troben amb més individus de la mateixa població. Encara que l'efecte Allee es produeix de manera individual, afecta tota la població. Aquest efecte està més estudiat en animals, però, s'ha vist que en plantes afecta la xarxa d'interaccions planta-pol·linitzador, reduint el nombre de llavors produïdes. Des d'un punt de vista genètic es considera com un procés en què primer es produeix un descens de la grandària poblacional que canvia l'estructura genètica d'aquesta, i posteriorment té lloc una disminució de l'organisme.

## Definició
La definició generalment acceptada de l'efecte Allee és la dependència de la densitat positiva, o la correlació positiva entre la densitat de població i l'aptitud individual. De vegades s'anomena "subpopulació" i és anàleg (o fins i tot considerat sinònim per alguns) a "depensació" en el camp de les ciències de la pesca. A continuació s'enumeren algunes subcategories significatives de l'efecte Allee utilitzades a la literatura d'ecologia.

### Components vs. efectes demogràfics Allee

L'efecte Allee es classifica segons la naturalesa de la dependència de la densitat a les densitats baixes. Si la població es redueix per baixa densitat, hi ha un fort efecte Allee. Si la taxa de proliferació és positiva i augmenta, hi ha un efecte Allee feble. La hipòtesi nul·la és que les taxes de proliferació són positives, però disminueixen a baixes densitats.

El component de l'efecte Allee és la relació positiva entre qualsevol component mesurable de l'aptitud individual i la densitat de població. L'efecte Allee demogràfic és la relació positiva entre l'aptitud individual global i la densitat de població.
La distinció entre els dos termes rau en l'escala de l'efecte Allee: la presència d'un efecte Allee demogràfic suggereix la presència d'almenys un component de l'efecte Allee, mentre que la presència d'un component de l'efecte Allee no necessàriament provoca un efecte Allee demogràfic. Per exemple, la caça cooperativa i la capacitat de trobar parella més fàcilment, ambdues influïdes per la densitat de població, són components de l'efecte Allee, ja que influeixen en l'aptitud individual de la població. A una densitat de població baixa, aquests components de l'efecte Allee s'afegirien per produir un efecte Allee demogràfic global (augment de la condició física amb una densitat de població més alta). Quan la densitat de població arriba a un nombre elevat, la dependència de la densitat negativa sovint compensa els components de l'efecte Allee mitjançant la competència de recursos, esborrant així l'efecte Allee demogràfic. Per a algunes espècies, l'efecte Allee es pot produir fins i tot en una alta densitat de població.

### Efectes Allee fort vs. feble
L'efecte Allee fort és un efecte Allee demogràfic amb una mida o densitat de població crítica. L'efecte Allee feble és un efecte Allee demogràfic sense una mida o densitat de població crítiques.
La distinció entre els dos termes es basa en si la població en qüestió presenta o no una mida o densitat de població crítiques (a prop de l'ombrall d'extinció). Una població que presenta un efecte Allee feble tindrà una taxa de creixement per càpita reduïda (directament relacionada amb l'aptitud individual de la població) a una densitat o mida de població més baixa. Tanmateix, fins i tot amb aquesta mida o densitat de població baixa, la població sempre mostrarà una taxa de creixement per càpita positiva. Mentrestant, una població que presenta un fort efecte Allee tindrà una mida o densitat de població crítica sota la qual la taxa de creixement de la població esdevindrà negativa. Per tant, quan la densitat o la mida de la població arribi a un nombre per sota d'aquest llindar, la població estarà destinada a l'extinció sense cap ajut addicional. Sovint, un fort efecte Allee és més fàcil de demostrar empíricament utilitzant dades de sèries temporals, ja que es pot identificar la mida o la densitat de la població en què la taxa de creixement per càpita esdevé negativa.

## Mecanismes
A causa de la definició com la correlació positiva entre la densitat de població i la mitjana de l'estat físic, els mecanismes pels quals sorgeix un efecte Allee estan, per tant, inherentment lligats a la supervivència i la reproducció. En general, aquests mecanismes d'efecte Allee sorgeixen de la cooperació o facilitació entre els individus de l'espècie. Alguns exemples d'aquests comportaments cooperatius inclouen un major èxit en trobar parella, el condicionament ambiental i la defensa grupal contra els depredadors. Com que aquests mecanismes són més fàcilment observables en el camp, solen associar-se amb més freqüència amb el concepte d'efecte Allee. No obstant això, també s'han de tenir en compte els mecanismes de l'efecte Allee que són menys visibles, com ara la depressió endogàmica i el biaix de la relació entre sexes.

### Mecanisme ecològic
Tot i que existeixen nombrosos mecanismes ecològics per a l'efecte Allee, la llista de comportaments facilitadors més citats que contribueixen a l'efecte Allee a la literatura inclou: limitació de parella, defensa cooperativa, alimentació cooperativa i condicionament ambiental. Tot i que aquests comportaments es classifiquen en categories separades, es poden superposar i tendeixen a dependre del context (funcionaran només en determinades condicions; per exemple, la defensa cooperativa només serà útil quan hi hagi depredadors o competidors presents).

### Defensa cooperativa
Un altre possible benefici de l'agrupació és protegir contra la depredació pel comportament grupal antidepredador. A menor densitat, moltes espècies presenten taxes més altes de comportament de vigilància dels depredadors per individu. Aquesta augment en la vigilància podria donar lloc a menys temps i energia gastada en la recerca d'aliments, reduint així la forma física d'un individu que viu en grups més petits. Un exemple sorprenent d'aquesta vigilància compartida l'exhibeixen els suricates. Mentrestant, altres espècies es mouen en sincronia per confondre i evitar depredadors com els bancs de sardines i els estols d'estornells. L'efecte de confusió que aquest comportament de grup tindria sobre els depredadors serà més efectiu quants més individus presents hi hagi.

### Alimentació cooperativa
Algunes espècies també requereixen de l'alimentació grupal per sobreviure. Com a exemple, les espècies que cacen en bandada, com el llop o el gos salvatge africà, no serien capaços de localitzar i capturar preses de manera tan eficient en grups més petits.

### Condicionament ambiental / alteració de l'hàbitat
El condicionament ambiental fa referència generalment al mecanisme en què els individus treballen junts per tal de millorar el seu entorn immediat o futur en benefici de l'espècie. Aquesta alteració podria comportar canvis en factors ambientals tant abiòtics (temperatura, turbulències, etc.) com biòtics (toxines, hormones, etc.). El salmó del Pacífic presenta un cas potencial d'aquests components de l'efecte Allee, on la densitat d'individus en desovi pot afectar la supervivència de les generacions següents. Els salmons que desoven transporten nutrients marins que van adquirir de l'oceà mentre migren cap als rierols d'aigua dolça per reproduir-se, que al seu torn fertilitzen l'hàbitat circumdant quan moren, creant així un hàbitat més adequat per als joves que desclouen els mesos següents. Tot i que convincent, aquest cas de condicionament ambiental per part del salmó no s'ha sostingut amb rigor amb proves empíriques.

### Inducció humana
La teoria econòmica clàssica prediu que és poc probable que l'explotació humana d'una població doni lloc a l'extinció d'espècies perquè els costos creixents per trobar els últims individus superaran el preu fix que s'aconsegueix venent els individus al mercat. Tanmateix, quan les espècies rares són més desitjables que les comunes, els preus de les espècies rares poden superar els elevats costos de la collita. Aquest fenomen pot crear un efecte Allee “antròpic” on les espècies rares s'extingeixen però les espècies comunes són capturades de manera sostenible. L'efecte Allee antropogènic s'ha convertit en un enfocament estàndard per conceptualitzar l'amenaça dels mercats econòmics sobre les espècies en perill d'extinció. Tanmateix, la teoria original es va plantejar utilitzant una anàlisi unidimensional d'un model bidimensional. Resulta que una anàlisi bidimensional produeix una corba d'Allee en l'espai d'explotador humà i la població biològica i que aquesta corba que separa les espècies destinades a l'extinció de la persistència pot ser complicada. Fins i tot mides de població molt altes potencialment poden passar els llindars d'Allee proposats originalment en vies predestinades a l'extinció.

### Mecanismes genètics
La disminució de la mida de la població pot provocar una pèrdua de diversitat genètica i, a causa del paper de la variació genètica en el potencial evolutiu d'una espècie, això podria donar lloc a un efecte Allee plausible. A mesura que la població d'una espècie es redueix, el seu conjunt genètic també es reduirà de mida. Un possible resultat d'aquest coll d'ampolla genètic és una reducció de l'aptitud de l'espècie a través del procés de deriva genètica, així com la depressió endogàmica. Aquesta disminució general de la condició física d'una espècie és causada per una acumulació de mutacions nocives a tota la població. La variació genètica dins d'una espècie podria variar de beneficiosa a perjudicial. No obstant això, en un conjunt de gens de mida més petita, hi ha una major probabilitat d'un esdeveniment estocàstic en què els al·lels nocius es fixin (deriva genètica). Si bé la teoria evolutiva afirma que els al·lels nocius esmentats s'han d'eliminar mitjançant la selecció natural, la purga seria més eficient només si s'eliminés els al·lels que són altament perjudicials o nocius. Els al·lels lleugerament nocius, com els que actuen més tard a la vida, tindrien menys probabilitats d'eliminar-se per selecció natural i, per contra, les mutacions beneficioses recentment adquirides tenen més probabilitats de perdre's per atzar en grups genètics més petits que en els més grans.
Encara que la persistència poblacional a llarg termini de diverses espècies amb baixa variació genètica ha provocat recentment un debat sobre la generalitat de la depressió endogàmia, hi ha diverses evidències empíriques de l'efecte Allee genètic. Un d'aquests casos es va observar en la pantera de Florida (Puma concolor coryi), en perill d'extinció. La pantera de Florida va experimentar un coll d'ampolla genètic a principis de la dècada de 1990 on la població es va reduir a ≈25 individus adults. Aquesta reducció de la diversitat genètica es va correlacionar amb defectes que inclouen una qualitat d'esperma més baixa, nivells anormals de testosterona, llavis de vaca i cues tortes. Com a resposta, es va posar en marxa un pla de rescat genètic i en la població de Florida es van introduir diverses femelles de pumes portades de Texas. Aquesta acció va provocar ràpidament la reducció de la prevalença dels defectes associats anteriorment a la depressió endogàmica. Tot i que l'escala de temps per a aquesta depressió de consanguinitat és més gran que la d'aquells efectes Allee més immediats, té implicacions significatives en la persistència a llarg termini d'una espècie.

### Estocàstica demogràfica
L'estocàstica demogràfica es refereix a la variabilitat en el creixement de la població derivada del mostreig aleatori de naixements i morts en una població de mida finita. En poblacions petites, l'estocàstica demogràfica disminuirà la taxa de creixement de la població, provocant un efecte similar a l'efecte Allee, que augmentarà el risc d'extinció de la població. Tanmateix, és una mica controvertit el plantejament que l'estocàstica demogràfica es pot considerar una part de l'efecte Allee. La definició més actual de l'efecte Allee té en compte la correlació entre la densitat de població i la  mitjana de l'estat físic individual. Per tant, la variació aleatòria resultant dels esdeveniments de naixement i mort no es consideraria part de l'efecte Allee, ja que l'augment del risc d'extinció no és una conseqüència dels destins canviants dels individus de la població.
Mentrestant, quan l'estocàstica demogràfica produeix fluctuacions de les proporcions de sexes, és possible que es redueixi l'aptitud individual mitjana a mesura que la població disminueix. Per exemple, una fluctuació en la població petita que provoca escassetat en un sexe limitaria al seu torn l'accés de parella del sexe oposat, disminuint la condició física dels individus de la població. Aquest tipus d'efecte Allee probablement serà més freqüent en espècies monògames que en espècies polígames.

## Efectes sobre poblacions que s'expandeixen
Els estudis demogràfics i matemàtics demostren que l'existència de l'efecte Allee pot reduir la velocitat d'expansió d'una població i fins i tot pot prevenir invasions biològiques.
Els resultats recentment basats en models espaciotemporals mostren que l'efecte Allee també pot promoure la diversitat genètica en poblacions en expansió. Aquests resultats contraresten les nocions habituals que l'efecte Allee té conseqüències netes adverses. La reducció de la taxa de creixement dels individus per davant del front de colonització redueix simultàniament la velocitat de la colonització i permet que una diversitat de gens procedents del nucli de la població es mantinguin al capdavant. L'efecte Allee també afecta la distribució espacial de la diversitat. Mentre que els models espaciotemporals que no inclouen un efecte Allee condueixen a un patró vertical de diversitat genètica (és a dir, una distribució espacial fortament estructurada de les fraccions genètiques), els que inclouen un efecte Allee condueixen a un “patró horitzontal” de diversitat genètica (és a dir, una absència de diferenciació genètica a l'espai).

## Models matemàtics
Un exemple matemàtic senzill de l'efecte Allee el dóna el model de creixement cúbic.
{\displaystyle {\frac {dN}{dt}}=-rN\left(1-{\frac {N}{A}}\right)\left(1-{\frac {N}{K}}\right),}
on la població té una taxa de creixement negativa {\displaystyle 0<N<A} i una taxa de creixement positiva per {\displaystyle A<N<K} (assumint {\displaystyle 0<A<K}).Això és una desviació de l'equació de creixement logístic
{\displaystyle {\frac {dN}{dt}}=rN\left(1-{\frac {N}{K}}\right)}
on
N = grandària de la població;
r = taxa d'augment intrínseca;
K = capacitat de càrrega;
A = punt crític;
dN/dt = taxa d'augment de la població.
Després de dividir ambdós costats de l'equació per la mida de la població N, en el creixement logístic el costat esquerre de l'equació representa la taxa de creixement de la població per càpita, que depèn de la mida de la població N, i disminueix amb l'augment de N en tot el rang de mides de població. En canvi, quan hi ha un efecte Allee, la taxa de creixement per càpita augmenta amb l'augment de N en algun rang de mides de població [0, N].
L'efecte Allee es pot modelar explícitament utilitzant taxes de natalitat i mortalitat. Per exemple, l'equació
{\displaystyle {\frac {dN}{dt}}=(B(N)-D(N))N=\left({\frac {b_{0}N}{b_{1}+N}}-d-cN\right)N}
té un equilibri localment estable a {\displaystyle N=0} quan {\displaystyle b_{0}-d-b_{1}c>2{\sqrt {b_{1}cd}}}. Aquí, {\displaystyle b_{0},b_{1},c,d} són constants positives i {\displaystyle B(N)} i {\displaystyle D(N)} representen les taxes de natalitat i mortalitat per càpita, respectivament. Aquesta formulació és especialment útil quan s'utilitzen dades demogràfiques per identificar paràmetres o quan s'estén el model a equacions diferencials estocàstiques.
Els models espaciotemporals també poden tenir en compte l'efecte Allee. Un exemple senzill el dóna el model de reacció-difusió
{\displaystyle {\frac {\partial N}{\partial t}}=D{\frac {\partial ^{2}N}{\partial x^{2}}}+rN\left({\frac {N}{A}}-1\right)\left(1-{\frac {N}{K}}\right)}on
D = coeficient de difusió;
{\displaystyle {\frac {\partial ^{2}}{\partial x^{2}}}={}}operador de Laplace unidimensional.
Quan una població està formada per petites subpoblacions sorgeixen factors addicionals a l'efecte Allee.
Si les subpoblacions estan subjectes a diferents variacions ambientals (és a dir, prou separades perquè es pugui produir un desastre en un lloc de subpoblació sense afectar les altres subpoblacions) però encara permeten que els individus viatgin entre subpoblacions, és més probable que les subpoblacions individuals s'extingeixin que no pas la població total. En el cas d'un esdeveniment catastròfic que disminueixi el nombre d'una subpoblació, els individus d'un altre lloc de subpoblació poden ser capaços de repoblar l'àrea.
Si totes les subpoblacions estan subjectes a les mateixes variacions ambientals (és a dir, si un desastre n'afectés, les afectaria a totes), aleshores la fragmentació de la població és perjudicial per a la població i augmenta el risc d'extinció per a la població total. En aquest cas, l'espècie no rep cap dels beneficis d'una petita subpoblació (la pèrdua de la subpoblació no és catastròfica per a l'espècie en conjunt) i tots els desavantatges (depressió endogàmica, pèrdua de diversitat genètica i augment de la vulnerabilitat a la inestabilitat ambiental) i la població sobreviuria millor sense fragmentar-se.

## Exemples
Alguns casos d'espècies que han patit efecte Allee en alguna de les seves poblacions són:
- Ginseng americà (Panax quinquefolius): forma part de l'Annex II del conveni CITES a causa de la reducció de la mida poblacional que ha patit[5]
- Guineu grisa de les illes Santa Bàrbara (Urocyon littoralis): en part ha patit extincions de les poblacions i en altres, una reducció >90% en la mida poblacional.[4]
- Bacallà de l'atlàntic (Gadus morhua): la mortalitat augmenta quan es donen baixes mides poblacionals, donant lloc a un efecte Allee. A causa d'aquest efecte les poblacions, que van baixar dramàticament als anys 90 per sobrepesca, veuen alentida o fins i tot impedida la recuperació malgrat l'absència de pressió pesquera.[31]

## Llegiu-ne més
- Allee, WC; Emerson AE, Park O, Park T, Schmidt KP (1949). Principles of Animal Ecology.. Principles of Animal Ecology..  Filadelfia i Londres: W. B. Saunders Co., 1951-1969.
- Norse, EA; Crowder, LB. "The Allee Effect in the Sea". Marine conservation biology: the science of maintaining the sea's biodiversity.  Island Press, 2005. ISBN 978-1-55963-662-9.
- Stephens, PA; Sutherland, WJ and Freckleton, RP. What is the Allee effect?.  Evolutionary Biology Group, Department of Zoology, University of Oxford, 1999, p. 185-190 (Oikos, 87).